# 宮下規久朗
宮下 規久朗（みやした きくろう、1963年8月16日 - ）は、日本の美術史家、神戸大学大学院人文学研究科教授。専門は、イタリア17世紀バロック美術。ただし、イタリアルネサンス美術はもちろん、近現代美術についても造詣が深い。

## 略歴
愛知県名古屋市生まれ。愛知県立旭丘高等学校を経て、東京大学文学部美術史学科卒業、同大学院人文科学研究科修了。この間、1988年3月から9月までシエナ大学（イタリア）に留学。
1989年に兵庫県立近代美術館学芸員、1992年東京都現代美術館学芸員（1995年開館）。東京都現代美術館時代には、開館展で荒木経惟の担当となり、『アンディ・ウォーホル 1956-86：時代の鏡』展の企画に参加（1996年開催。企画のみで、開催時点には現代美術館を辞していた）。
1995年、神戸大学文学部助教授、2007年から同大学院人文科学研究科准教授、2013年から教授。この間、1998年3月から翌年1月まで文部省在外研修員としてローマ大学美術史研究所に留学。

## 受賞歴
- 1999年 - 第6回鹿島美術財団賞を受賞
- 2005年 -『カラヴァッジョ―聖性とヴィジョン』（名古屋大学出版会）で、第27回サントリー学芸賞を受賞[2]。
- 2005年 - 同書で第10回地中海学会ヘレンド賞を受賞

## 著書
- 『ティエポロ』トレヴィル 1996年
- 『バロック美術の成立』山川出版社 2003年
- 『カラヴァッジョ-聖性とヴィジョン』名古屋大学出版会 2004年
- 『イタリア・バロック-美術と建築』山川出版社 2006年
- 『食べる西洋美術史-「最後の晩餐」から読む』光文社新書 2007年
  - 光文社未来ライブラリー 2024年（韓国語版：BADA PUBLISHING CO. 2009年）
- 『カラヴァッジョへの旅-天才画家の光と闇』角川選書 2007年
- 『モディリアーニ-モンパルナスの伝説』小学館 2008年
- 『刺青とヌードの美術史-江戸から近代へ』日本放送出版協会〈NHKブックス〉 2008年
  - 『日本の裸体芸術-刺青からヌードへ』ちくま学芸文庫 2024年
- 『もっと知りたいカラヴァッジョ 生涯と作品』「アート・ビギナーズ・コレクション」東京美術 2009年
- 『ウォーホルの芸術-20世紀を映した鏡』光文社新書 2010年
- 『裏側からみた美術史』日本経済新聞出版社〈日経プレミアシリーズ新書〉2010年
- 『フェルメールの光とラ・トゥールの焔-「闇」の西洋絵画史』小学館・101ビジュアル新書 2011年
- 『知っておきたい世界の名画』角川ソフィア文庫 2012年
- 『知識ゼロからのルネサンス絵画入門』幻冬舎 2012年
- 『欲望の美術史』光文社新書 2013年
- 『モチーフで読む美術史』ちくま文庫 2013年
- 『美術の誘惑』光文社新書 2015年
- 『モチーフで読む美術史2』ちくま文庫 2015年
- 『しぐさで読む美術史』ちくま文庫 2015年
- 『闇の美術史　カラヴァッジョの水脈』岩波書店、2016年
- 『ヴェネツィア　美の都の一千年』岩波新書、2016年
- 『美術の力　表現の原点を辿る』光文社新書 2018年
- 『聖と俗　分断と架橋の美術史』岩波書店 2018年
- 『そのとき、西洋では　時代で比べる日本美術と西洋美術』小学館 2019年
- 『世界の一流が必ず身につけている西洋美術の見方 カラー版』宝島社 2019年
- 『一枚の絵で学ぶ美術史　カラヴァッジョ《聖マタイの召命》』ちくまプリマー新書 2020年
- 『1時間でわかるカラヴァッジョ　カラー版』宝島社新書 2021年
- 『聖母の美術全史　信仰を育んだイメージ』ちくま新書 2021年
- 『名画の生まれるとき　美術の力Ⅱ』光文社新書 2021年
- 『バロック美術　西洋文化の爛熟』中公新書 2023年
- 『名画の力』光文社新書 2024年
- 『50の名画でたどる西洋美術史』角川選書ビギナーズ 2024年

### 共著・編著
- 『アンディ・ウォーホル 1956-86 時代の鏡』アンディ・ウォーホル美術館、朝日新聞社 1996年。図録の執筆・翻訳・監修
- 『カラヴァッジョ 光と影の巨匠 バロック絵画の先駆者たち』朝日新聞社 2001年。同上
- 『カラヴァッジョ 西洋絵画の巨匠11』小学館 2006年。図版解説
- 『モディリアーニの恋人』新潮社〈とんぼの本〉 2008年

橋本治と分担解説。ジャンヌ・エビュテルヌの評伝
- 『カラヴァッジョ巡礼』新潮社〈とんぼの本〉2010年
- 『不朽の名画を読み解く 見ておきたい西洋絵画70選』編著 ナツメ社  2010年
- 『三島由紀夫の愛した美術』 井上隆史と分担解説、新潮社〈とんぼの本〉 2010年
- 『ヴェネツィア物語』 塩野七生と分担解説、新潮社〈とんぼの本〉 2012年
- 『西洋美術の歴史6　17～18世紀－バロックからロココへ、華麗なる展開』中央公論新社 2016年

大野芳材・中村俊春・望月典子と分担共著　
- 佐藤優と対話『美術は宗教を超えるか』PHP研究所 2021年
- 『西洋の美学・美術史　放送大学教材』小田部胤久共著、放送大学教育振興会 2024年

### 翻訳
- レイチェル・バーンズ『マチス』（日経ポケット・ギャラリー）日本経済新聞社 1991年
- アンリ・ララマン『マネ　印象派の巨匠2』 日本経済新聞社 1996年
- ジューン・ローズ『モディリアーニ－夢を守りつづけたボヘミアン』(橋本啓子共訳）西村書店 1997年
- イヴ＝アラン・ボワ『マチスとピカソ』（監訳、関直子・田平麻子訳）日本経済新聞社 2000年
- ステファノ・ズッフィ『イタリア絵画　中世から20世紀までの画家とその作品』 日本経済新聞社 2001年
- ティモシー・ウィルソン＝スミス『カラヴァッジョ』 西村書店 2003年
- ダヴィッド・マクニール『シャガール－天使とぼくのあしあと』（監訳）西村書店 2009年

## 関連人物
- 青山昌文[1]